# Campylocentrus hamifer
Campylocentrus hamifer är en insektsart som beskrevs av Leon Fairmaire. Campylocentrus hamifer ingår i släktet Campylocentrus och familjen hornstritar. Inga underarter finns listade i Catalogue of Life.